# Q (rivista)
Q era una popolare rivista musicale edita mensilmente nel Regno Unito. Aveva una tiratura di 130 179 copie nel giugno 2007.
È stata fondata nel 1986 dai giornalisti televisivi Mark Ellen e David Hepworth, che erano i presentatori della serie musicale televisiva della BBC The Old Grey Whistle Test.
Il magazine si ispirava alla rivista statunitense Rolling Stone e fu pubblicato per la prima volta nel 1986.
L'ultimo numero di Q è stato pubblicato a luglio 2020.
Q è stato originariamente pubblicato dal gruppo multimediale EMAP e si è distinto da gran parte dell'altra stampa musicale con produzione mensile e standard più elevati di fotografia e stampa.Nei primi anni la rivista era sottotitolata "La guida moderna alla musica e non solo". Originariamente doveva chiamarsi Cue (che in inglese significa disco pronto per essere suonato, ma che significa anche stecca da biliardo), poi il nome fu cambiato in modo da non essere scambiata per una rivista di biliardo. Un altro motivo, citato nella 200ª edizione di Q, è che un titolo di una sola lettera sarebbe più evidente nelle edicole.
Nel gennaio 2008, EMAP ha venduto i titoli delle sue riviste, tra cui Q, al Bauer Media Group. Bauer ha messo in vendita il titolo nel 2020, insieme a Car Mechanic, Modern Classics, Your Horse e Sea Angler. Tuttavia, la pubblicazione è cessata nel luglio 2020 poiché Kelsey Media ha deciso di acquistare una serie di titoli non musicali da Bauer (Sea Angler, Car Mechanics and Your Horse), rendendo il numero del 28 luglio 2020 (Q415) l'ultimo ad essere pubblicato .La fine di Q è stata attribuita sia alla minore diffusione che agli introiti pubblicitari causati dalla pandemia di COVID-19, oltre ad essere "un sintomo di un'era di Internet senza esperti".

## Storia
Q nacque nel 1986 poiché Ellen e Hepworth erano scontenti della stampa musicale dell'epoca, che secondo loro ignorava tutta una generazione più adulta di acquirenti di musica che compravano CD (all'epoca ancora una nuova tecnologia). La rivista fu dapprima pubblicata dalla EMAP Media Group nell'ottobre 1986, discostandosi subito da gran parte delle altre riviste musicali con una cadenza mensile e standard grafici qualitativi più alti. Nei primi anni, il sottotitolo della rivista era "The modern guide to music and more". Ogni anno assegna i Q Awards.
Nel giugno 2008 è stata attivata Q Radio, trasmessa sul network satellitare britannico e in streaming via Internet.
La rivista è fallita nel 2020 a causa del declino delle vendite del formato cartaceo riscontrate soprattutto per via della pandemia da Covid-19.
Il fallimento è stato annunciato dall'editor Ted Kessler il 20 Luglio, l'ultimo numero della rivista è stato pubblicato con interviste passate.

## Contenuti
La rivista aveva un'ampia sezione di recensioni, con: nuove uscite, ristampe, compilation, recensioni di film e concerti dal vivo, nonché recensioni radiofoniche e televisive. Utilizzava un sistema di classificazione in stelle da una a cinque stelle; infatti, la valutazione che un album ha ricevuto in Q è stata spesso aggiunta alla pubblicità stampata e televisiva per l'album nel Regno Unito e in Irlanda. Sebbene il suo contenuto non fosse gratuito, hanno ospitato un archivio di tutte le copertine delle loro riviste.
Gran parte della rivista è stata dedicata alle interviste con artisti musicali famosi. Ha anche compilato elenchi, che vanno da "The 100 Greatest Albums" a "The 100 Richest Stars in Rock", con una rivista in edizione speciale chiamata "The 150 Greatest Rock Lists Ever" pubblicata nel luglio 2004. Q ha anche prodotto una serie di edizioni speciali dedicate a un singolo gruppo/artista come gli U2 o i Nirvana, ma queste riviste si sono fermate nel 2018, con la sua rivista gemella, Mojo (anch'essa di proprietà di Bauer) che ha continuato a produrre speciali dedicati ad artisti come Bob Dylan.